# Leiognathus parviceps
Leiognathus parviceps är en fiskart som först beskrevs av Valenciennes, 1835.  Leiognathus parviceps ingår i släktet Leiognathus och familjen Leiognathidae. Inga underarter finns listade i Catalogue of Life.